# Championnats de Suède de squash
Les Championnats de Suède de squash sont une compétition de squash individuelle organisée par la fédération suédoise de squash (suédois : Svenska Squashförbundet). Ils se déroulent chaque année depuis 1970.
Daniel Forslund détient le record de victoires masculines avec 9 titres entre 1994 et 2003. Eva Svenby détient le record de victoires féminines avec 9 titres  entre 1982 et 1998.

## Palmarès

### Hommes[1]
| - 2024 : Joel Viksten - 2023 : Rasmus Hult - 2022 : Rasmus Hult - 2021 : Rasmus Hult - 2020 : Christian Drakenberg - 2019 : Rasmus Hult - 2018 : Christian Drakenberg - 2017 : Rasmus Hult - 2016 : Rasmus Hult - 2015 : Rasmus Hult - 2014 : Rasmus Hult - 2013 : Romain Tenant - 2012 : Christian Drakenberg - 2011 : Gustav Detter - 2010 : Christian Drakenberg - 2009 : Christian Drakenberg - 2007 : Rasmus Hult - 2006 : Christian Drakenberg - 2005 : Badr Abdel Aziz - 2004 : Christian Drakenberg - 2003 : Daniel Forslund - 2002(höst) : Daniel Forslund - 2002(vår) : Daniel Forslund - 2001 : Daniel Forslund - 2000 : Daniel Forslund - 1999 : Daniel Forslund - 1998 : Daniel Forslund - 1997 : Anders Thorén | - 1996 : Daniel Forslund - 1994 : Daniel Forslund - 1993 : Fredrik Johnson - 1992 : Anders Wahlstedt - 1991 : Fredrik Johnson - 1990 : Fredrik Johnson - 1989 : Fredrik Johnson - 1988 : Anders Wahlstedt - 1987 : Fredrik Johnson - 1986 : Fredrik Johnson - 1985 : Ulf Lagunoff - 1984 : Jan-Ulf Söderberg - 1983 : Jan-Ulf Söderberg - 1982 : Lars Kvant - 1981 : Mohammed Awad - 1980 : Lars Kvant - 1979 : Lars Kvant - 1978 : Lars Kvant - 1977 : Lars Kvant - 1976 : Tarras Tovar - 1975 : Mikael Hellström - 1974 : Mike Nathansson - 1973 : Tarras Tovar - 1972 : Peter Stiller - 1971 : Peter Stiller - 1970 : Bobo Almqvist |

### Femmes[8]
| - 2024 : Moa Bönnemark - 2023 : Moa Bönnemark - 2022 : Moa Bönnemark - 2021 : Moa Bönnemark - 2020 : Moa Bönnemark - 2019 : Moa Bönnemark - 2018 : Nanna Carleke - 2017 : Nanna Carleke - 2016 : Linnea Wallsten - 2015 : Anna-Carin Forstadius - 2014 : Lovisa Forstadius - 2013 : Linnea Wallsten - 2012 : Anna-Carin Forstadius - 2011 : Anna-Carin Forstadius - 2010 : Anna-Carin Forstadius - 2009 : Anna-Carin Forstadius - 2007 : Anna-Carin Forstadius - 2006 : Anna-Carin Forstadius - 2005 : Anna Detter - 2004 : Anna-Carin Forstadius - 2003 : Maria Lundmark - 2002(höst) : Maria Lundmark - 2002(vår) : Jenny Åkervall - 2001 : Maria Lundmark - 2000 : Johanna Wahlberg - 1999 : Johanna Wahlberg - 1998 : Eva Svenby | - 1997 : Eva Svenby - 1996 : Eva Svenby - 1994 : Eva Svenby - 1993 : Eva Svenby - 1992 : Eva Svenby - 1991 : Eva Svenby - 1990 : Susanne Nyberg - 1989 : Eva Svenby - 1988 : Eva Svenby - 1987 : Tinna Backlund - 1986 : Lena Fridén - 1985 : Tinna Backlund - 1984 : Lena Fridén - 1983 : Lena Fridén - 1982 : Eva Lundqvist - 1981 : Agneta Samuelsson - 1980 : Katarina Due-Boje - 1979 : Katarina Due-Boje - 1978 : Tina Dahl - 1977 : Katarina Due-Boje - 1976 : Katarina Due-Boje - 1975 : Marita Wicklén - 1974 : Catarina Ehinger - 1973 : Pia Skogh |